# Județ de Mehedinți
Mehedinți est un județ de Roumanie, dans le sud-ouest du pays, à la frontière avec la Bulgarie et la Serbie, dans la province historique d'Olténie, dans la région de développement du sud-ouest.
Son chef-lieu est Drobeta-Turnu Severin.
En 2009, le président du județ est Adrian Ioan Duicu (PSD) et son préfet Nicolae Drăghiea.

## Géographie

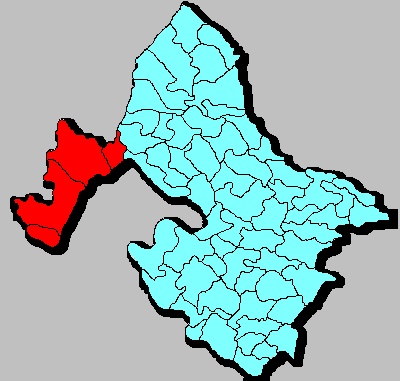
Les communes appartenant au Banat (en rouge), celles appartenant à l'Olténie (en bleu)

La plus grande partie du județ appartient à la province d'Olténie, cependant la partie sud-est du județ appartient au Banat roumain.
Les limites du județ sont les suivantes :
- au nord, le județ de Gorj.
- à l'est, le județ de Dolj.
- au sud, la Bulgarie, province de Vidin et la Serbie, district de Bor.
- à l'ouest, le județ de Caraș-Severin.

Le nord et l'ouest du județ sont occupés par les Monts Mehedinți (Munții Mehedinți) qui culminent à 1 466 m d'altitude et les Monts Almăj (Munții Almăjului) qui culminent à 1 224 m d'altitude avec la vallée de la Cerna qui permet le passage aisément entre Olténie et Banat. En allant vers l'est et le sud, le relief s'adoucit par le plateau Bălăciței (Podișul Bălăciței) jusqu'à la plaine roumaine à l'est et à la plaine de l'Olt (Câmpia Oltenie) au sud.
Le Danube sert de limite sur toute la partie sud du județ, le long de la frontière avec la Serbie et la Bulgarie. Les rivières les plus importantes du județ sont les affluents directs du Danube comme la Cerna ou la Drimea ainsi que la  Motru, qui est un affluent du Jiu.

## Étymologie
Deux origines du mot « Mehedinți » sont possibles : l'une latine qui ferait dériver le nom d'une ancienne colonie romaine située dans le județ voisin de Caraș-Severin connue sous le nom de (la) « Medium » (milieu), l'autre hongroise qui le ferait dériver du mot (hu) « méhészkedés » (apiculture). Cette deuxième origine serait corroborée par des abeilles dans l'écusson du județ.

## Histoire

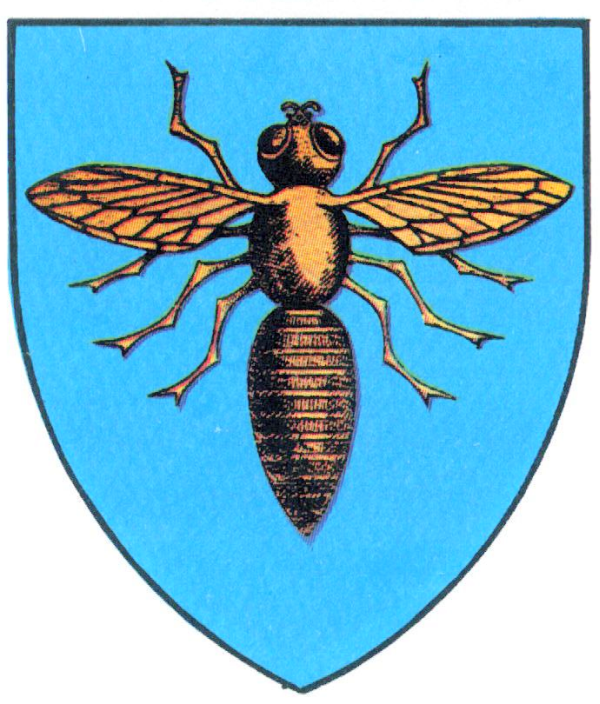
Les armoiries du județ jusqu'en 1952.

Le județ de Mehedinți figure dès le XVe siècle sur les anciennes cartes de la Valachie (une des deux Principautés danubiennes). Il fut une subdivision administrative de la Valachie de 1330 à 1859, de la Principauté de Roumanie de 1859 à 1881, du Royaume de Roumanie de 1881 à 1948, puis de la République « populaire » roumaine de 1949 à 1952. Lors de la réorganisation administrative de 1950, la ville d'Orșova et la partie sud de l'arrondissement rural d'Orșova sont enlevés au județ de Severin et rejoignent le județ de Mehedinți qui prend ses dimensions actuelles. Entre 1952 et 1975 le județ cessa d'exister, le régime communiste ayant remplacé les județe par des régions plus grandes. En 1975, le județ est rétabli dans ses limites actuelles par la République socialiste de Roumanie (1968 à 1989), et c'est, depuis 1990, une subdivision territoriale de la Roumanie.
Comme toute la Roumanie, le territoire du județ du Mehedinți a subi les régimes dictatoriaux carliste, fasciste et communiste de février 1938 à décembre 1989, mais connaît à nouveau la démocratie depuis 1990. Initialement il était gouverné par un jude (à la fois préfet et juge suprême) nommé par les hospodars de Valachie, puis par un prefect choisi par le premier ministre et nommé par le roi jusqu'en 1947, puis par le secrétaire général județean (départemental) de la section locale du Parti communiste roumain, choisi par le Comité central, et enfin, depuis 1990, à nouveau par un prefect assisté d'un président du conseil județean (départemental) élu par les conseillers, eux-mêmes élus par les électeurs.
En 1930, le județ de Mehedinți avait une superficie de 5 320 km2 et une population de 303 878 habitants (densité : 57,1). Il compte alors trois villes : Turnu-Severin, Strehaia et Baia de Aramă ainsi que les quatre arrondissements ruraux de Câmpu, Ocolu, Motru et Cloșani. Sa population est composée de 98,7 % de Roumains, de 1,2 % de Roms et de 0,3 % d'Allemands. 99 % sont orthodoxes, 0,5 % catholiques romains et 0,2 % juifs.
Parmi les 30 550 habitants de la population urbaine, 91,3 % sont Roumains, 2,5 % Allemands; 1,3 Tsiganes, 1,3 % Juifs et 1,2 % Serbes.
En 1938, l'arrondissement de Câmpu est supprimé et les arrondissements de Bâcleș, Broșteni, Cujmiru, Devesel et Vânju Mare sont créés.

## Politique
| Parti | Parti                           | Sièges |
| ----- | ------------------------------- | ------ |
|       | Parti social-démocrate (PSD)    | 15     |
|       | Parti national libéral (PNL)    | 11     |
|       | Pro Romania (PRO)               | 2      |
|       | Parti Mouvement populaire (PMP) | 2      |

## Religions
En 2002, la répartition religieuse de la population était la suivante :
- Orthodoxes, 97,65 %.
- Catholiques romains, 0,60 %.
- Baptistes, 0,47 %.
- Pentecôtistes, 0,45 %.

## Démographie
En 2002, 141 956 habitants (46,3 %) vivaient dans les villes et 164 776 (53,7 %) dans les communes rurales.
La structure ethnographique est la suivante : 
- Roumains, 284 829 personnes, 96,1 %.
- Roms, 9 230 personnes, 3 %.
- Serbes, 1 178 personnes, 0,4 %.
- Tchèques, 770 personnes, 0,25 %.
- Hongrois, 270 personnes, 0,1 %.
- Allemands, 259 personnes, 0,1 %.

| 1900    | 1930    | 1948    | 1956    | 1966    | 1977    | 1992    | 2002    | 2007    |
| ------- | ------- | ------- | ------- | ------- | ------- | ------- | ------- | ------- |
| 249 700 | 282 400 | 304 788 | 304 091 | 310 021 | 322 371 | 332 673 | 306 732 | 298 741 |

## Liste des villes et communes
Le județ de Meredinți compte deux municipalités, trois villes et 61 communes.

### Municipalités
(population en 2007)
- Drobeta-Turnu Severin (107 882)
- Orșova (13 085)

### Villes
(population en 2007)
- Baia de Aramă (5 784)
- Strehaia (11 901)
- Vânju Mare (6 555)

### Communes
- Bala
- Balta
- Bălăcița
- Bâcleș
- Bâlvănești
- Braniștea
- Breznița-Motru
- Breznița-Ocol
- Broșteni
- Burila Mare
- Butoiești
- Căzănești
- Cireșu
- Corcova
- Corlățel
- Cujmir
- Dârvari
- Devesel
- Dubova
- Dumbrava
- Eșelnița
- Florești
- Gârla Mare
- Godeanu
- Gogoșu
- Greci
- Grozești
- Gruia
- Hinova
- Husnicioara
- Ilovăt
- Ilovița
- Isverna
- Izvoru Bârzii
- Jiana
- Livezile
- Malovăț
- Obârșia-Cloșani
- Obârșia de Câmp
- Oprișor
- Pădina Mare
- Pătulele
- Podeni
- Ponoarele
- Poroina Mare
- Pristol
- Prunișor
- Punghina
- Rogova
- Salcia
- Stângâceaua
- Svinița
- Șimian
- Sisești
- Șovarna
- Tâmna
- Vânători
- Vânjuleț
- Vlădaia
- Voloiac
- Vrata

## Économie
L'agriculture occupe une part importante de l'activité du județ, notamment les céréales, légumes, fruits et la vigne.
Le nord du județ compte des mines de charbon et de cuivre.
L'industrie est représentée par la construction navale et ferroviaire, la fabrication de meubles, l'industrie de la cellulose, la confection textile et les industries alimentaires.
La production d'énergie, tant hydro-électrique (avec le barrage sur le Danube) que thermique, est importante.

## Transports

### Routes
Le județ compte 1 856 km de routes provinciales et 354 km de routes nationales. La Route européenne 70 traverse le județ d'ouest en est.
À l'ouest de la préfecture Drobeta-Turnu Severin se trouve un passage frontalier avec la Bulgarie et la ville de Kladovo.

### Voies ferrées
La voie ferrée Timișoara-Bucarest traverse le județ d'ouest en est et dessert les villes d'Orșova, de Drobeta-Turnu Severin et Strehaia avant de rejoindre Craiova, dans le județ de Dolj.

### Aéroports
L'aéroport le plus proche est l'aéroport international Trajan Vuia de Timișoara.

## Tourisme
- la Ville de Drobeta-Turnu Severin, ruines du Pont de Trajan et de la forteresse sur le Danube.

- le Danube et les Portes de Fer.

- la ville d'Orșova.

- les Monts Mehedinți.